# Shizuka Hiou
Shizuka Hiō (閑 緋桜?, Hiō Shizuka) detta anche "la principessa della fioritura impazzita", è un personaggio del manga e anime Vampire Knight ideato da Matsuri Hino.
È una vampira di sangue puro, nonché il capo della famiglia Hiou. È stata compagna di Rido Kuran (zio di Kaname e Yūki) ma a causa del carattere freddo e distaccato di quest'ultimo, è riuscita a trovarsi un nuovo compagno precedentemente umano e successivamente trasformato in vampiro dalla stessa Shizuka.
A causa della sua natura umana, però, il nuovo compagno di Shizuka viene eliminato dalla famiglia hunter dei Kiryu (ovvero i genitori di Zero) pur non essendo ancora diventato un livello E.
Per vendicare la scomparsa del suo amato, Shizuka uccide i genitori di Zero e morde quest'ultimo con l'intento di trasformarlo in vampiro.
Ciò accade anche grazie all'aiuto di Ichiru, fratello gemello di Zero, che si allea con Shizuka, spinto dall'odio verso Zero per non essere forte come lui e verso i genitori per non aver avuto fiducia in lui come hunter. Ichiru, infatti, è sempre stato di salute cagionevole rispetto al fratello, sino a quando non ha iniziato a bere il sangue di Shizuka.
Casualmente, Shizuka scopre che Zero è sopravvissuto diventando un vampiro e che vive all'interno dell'Istituto Cross, così decide di prendere in prestito il corpo di Maria Kurenai e di entrare nella scuola come una studentessa della Night Class.
Kaname si accorge subito della vera natura di Maria, ma non dice nulla e lascia, all'inizio, che la ragazza entri in contatto con Yūki.
Anche Zero percepisce un legame con Maria e capisce che in realtà si tratta della donna che ha ucciso i suoi genitori.
Zero tenta di uccidere Shizuka ancora nel corpo di Maria, ma non ci riesce visto il legame di sangue che li unisce, così Shizuka scappa e va da Yūki, rivelandole che il solo modo per impedire a Zero di diventare un livello E è quello di bere il sangue della sua creatrice.
Yūki vuole aiutare Zero, così Shizuka le propone due alternative: la prima è che Yūki si sarebbe donata a lei per darle il suo sangue, la seconda è che Yūki avesse ucciso Kaname.
Nel frattempo si è in occasione del ballo scolastico durante il quale Shizuka riprende il suo corpo e Yūki decide di sacrificare se stessa.
Torna da Shizuka che la sta per mordere, ma Zero irrompe nella stanza per uccidere Shizuka. Yūki non vuole che Zero muoia, così gli rivela la sua decisione e Zero, naturalmente, non acconsente.
Prima di venire uccisa da Zero Shizuka scappa anche grazie all'intervento di Ichiru, ma viene poco dopo uccisa da Kaname, il quale le rivela le sue intenzioni: lui vuole il suo sangue per permettere a se stesso di essere in grado di proteggere Yūki dalla "persona che entrambi odiano, poiché causa della disgrazia dei sangue puro".
A questo punto, Shizuka muore tra le braccia di Ichiru.